# Pierwszy rząd Rolandasa Paksasa
Pierwszy rząd Rolandasa Paksasa – dziewiąty rząd Republiki Litewskiej od ogłoszenia niepodległości w 1990.
Funkcjonował od 10 czerwca 1999 do 11 listopada 1999. Po dymisji gabinetu, a przed powołaniem nowego rządu, tj. od 27 października 1999, pełniącą obowiązki premiera była Irena Degutienė.

## Skład rządu
- premier: Rolandas Paksas
- minister edukacji i nauki: Kornelijus Platelis
- minister finansów: Jonas Lionginas
- minister gospodarki: Eugenijus Maldeikis
- minister kultury: Arūnas Bėkšta
- minister obrony: Česlovas Stankevičius
- minister ochrony socjalnej i pracy: Irena Degutienė
- minister ds. reform administracji publicznej: Sigitas Kaktys
- minister rolnictwa: Edvardas Makelis
- minister spraw wewnętrznych: Česlovas Blažys
- minister spraw zagranicznych: Algirdas Saudargas
- minister sprawiedliwości: Gintaras Balčiūnas
- minister środowiska: Danius Lygis
- minister transportu: Rimantas Didžiokas
- minister zdrowia: Raimundas Alekna